# Ultimo pasto
L'ultimo pasto di un prigioniero condannato a morte è il rituale consueto che precede l'esecuzione. In molti paesi, il prigioniero può, entro limiti ragionevoli, scegliere quale sarà il suo ultimo pasto. Si pensa che la tradizione abbia avuto inizio intorno al 1924 in Texas.
Negli Stati Uniti, la maggior parte degli stati fornisce il pasto un giorno o due prima dell'esecuzione, definito con l'eufemismo "pasto speciale". L'alcool o il tabacco sono generalmente negati. Le richieste non ortodosse o non disponibili vengono sostituite con succedanei. Alcuni stati pongono forti restrizioni. In Florida, ad esempio, il cibo per l'ultimo pasto deve essere acquistato localmente e il costo è limitato a 40 dollari. In Oklahoma, il limite è di 15 dollari. In Louisiana, la guardia carceraria si unisce tradizionalmente al condannato per l'ultimo pasto. In un'occasione, il guardiano pagò per la cena con un'aragosta di un detenuto.
A volte, un prigioniero condivide l'ultimo pasto con un altro detenuto (come ha fatto Francis Crowley con John Resko) o fa distribuire il pasto tra gli altri detenuti (come richiesto da Raymond Fernandez).
Nel settembre 2011, lo stato del Texas ha abolito la richiesta dell'ultimo pasto dopo che il condannato Lawrence Russell Brewer aveva richiesto un enorme ultimo pasto e non ne aveva mangiato nulla, dicendo che non aveva fame. Il pasto consisteva in due cotolette con salsa e fettine di cipolle; un cheeseburger con pancetta tripla; una frittata di formaggio con carne macinata di manzo, pomodori, cipolle, peperoni e jalapeños; una ciotola di gombo fritto con ketchup; una libbra di carne alla brace con metà di una pagnotta di pane bianco; tre fajitas ben farcite; una pizza condita con peperoni, prosciutto, manzo, pancetta e salsiccia; una pinta di gelato Blue Bell alla vaniglia; una tavoletta di cioccolato fondente al burro di arachidi ricoperta da arachidi tritate; e tre root beers. L'abolizione seguì una denuncia di un senatore del Texas, John Whitmire, che definì il pasto "inappropriato".